# Demonoid
Demonoid – szwedzka supergrupa wykonująca muzykę z pogranicza thrash i death metalu. Powstała w 2000 roku w Sztokholmie. W skład zespołu weszli ówcześni członkowie formacji Therion: gitarzysta Kristian Niemann, basista Johan Niemann, wokalista Christofer Johnsson oraz perkusista Richard Evensand. 
Debiutancki album kwartetu zatytułowany Riders of the Apocalypse ukazał się 26 lipca 2004 roku nakładem wytwórni muzycznej Nuclear Blast. Nagrania zostały zrealizowane na przełomie 2003 i 2004 roku. Produkcji podjął się sam zespół. Gościnnie w nagraniach wzięła udział wiolonczelistka Gesa Hangen. Z kolei oprawę graficzną przygotował Gyula Havansak. W 2006 roku skład opuścił Johnsson, którego obowiązki objął znany z występów w Dark Funeral - Emperor Magus Caligula. W 2012 roku nowym wokalistą formacji został Mario Santos Ramos.

## Dyskografia
- Riders of the Apocalypse (2004, Nuclear Blast)